# Гунда-Ниман-Штирнеман-Халле
Гунда-Ниман-Штирнеман-Халле (нем. Gunda-Niemann-Stirnemann-Halle) — крытый конькобежный стадион в Эрфурте, Германия. Открыт в 2001 году. В 2002 году на стадионе прошел чемпионат Европы по конькобежному спорту. Несколько раз на катке проходили этапы Кубка мира.
Назван в честь трехкратной Олимпийской чемпионки, многократной чемпионки мира — Гунды Ниман-Штирнеман.

## Рекорды катка
| Мужчины                 | Мужчины  | Мужчины                                                | Мужчины      | Мужчины |
| Дистанция               | Время    | Конькобежец                                            | Дата         |         |
| ----------------------- | -------- | ------------------------------------------------------ | ------------ | ------- |
| 500 м                   | 34,71    | Павел Кулижников                                       | 27.03.2015   |         |
| 1000 м                  | 1.08,40  | Шани Дэвис                                             | 1.2.2009     |         |
| 1500 м                  | 1.45,32  | Денни Моррисон                                         | 30.1.2009    |         |
| 5000 м                  | 6.14,66  | Сверре Лунде Педерсен                                  | 20.1.2018    |         |
| 10 000 м                | 12.53,17 | Свен Крамер                                            | 17.2.2007    |         |
| Командная гонка         | 3.45,21  | Нидерланды · Йоррит Бергсма · Кун Вервей · Свен Крамер | 2.03.2013    |         |
| Спринтерское многоборье | 143,510  | Герард ван Велде                                       | 9-10.11.2002 |         |
| Классическое многоборье | 155,466  | Йохем Ютдехааге                                        | 4-6.1.2002   |         |

| Женщины                 | Женщины | Женщины                                                    | Женщины    | Женщины |
| Дистанция               | Время   | Конькобежка                                                | Дата       |         |
| ----------------------- | ------- | ---------------------------------------------------------- | ---------- | ------- |
| 500 м                   | 37,58   | Дженни Вольф                                               | 30.1.2009  |         |
| 1000 м                  | 1.14,61 | Бриттани Боу                                               | 22.03.2015 |         |
| 1500 м                  | 1.55,61 | Ирен Вюст                                                  | 2.3.2013   |         |
| 3000 м                  | 4.02,88 | Даниела Аншюц-Томс                                         | 30.1.2010  |         |
| 5000 м                  | 6.50,39 | Мартина Сабликова                                          | 17.2.2007  |         |
| Командная гонка         | 3.02,83 | Нидерланды · Диане Валкенбюрг · Ирен Вюст · Маррит Ленстра | 3.03.2013  |         |
| Спринтерское многоборье | 157,385 | Юдит Хессе                                                 | 6-7.1.2006 |         |
| Классическое многоборье | 164,220 | Анни Фризингер                                             | 4-6.1.2002 |         |